# Dragon Age: Origins
Dragon Age: Origins este un joc video de tip role-playing dezvoltat de BioWare și publicat de Electronic Arts. Lansat inițial pentru Microsoft Windows, PlayStation 3 și Xbox 360 în noiembrie 2009 și ulterior pentru OS X în decembrie 2009, jocul este primul titlu din seria Dragon Age. Recunoscut pentru povestea sa captivantă, complexitatea personajelor și gameplay-ul profund, Dragon Age: Origins a devenit un titlu de referință în genul RPG.

## Context și Poveste
Dragon Age: Origins este plasat în regatul fictiv Ferelden, parte a lumii Thedas. Jucătorii preiau rolul unui "Grey Warden", un membru al unui ordin legendar de războinici dedicați protejării lumii de amenințarea "Blight", o invazie a creaturilor cunoscute sub numele de "Darkspawn". Povestea principală se concentrează pe a cincea invazie Blight și pe încercările protagonistului de a uni regatele Ferelden pentru a înfrunta Archdemonul și armata sa de Darkspawn.

## Gameplay
Dragon Age: Origins oferă un gameplay complex și profund, caracterizat prin elemente tradiționale de RPG și o poveste ramificată. Jucătorii pot alege dintre trei rase (om, elf, dwarf) și trei clase (warrior, mage, rogue), fiecare cu propriile origini și fundaluri unice, care influențează începutul jocului și interacțiunile ulterioare.

### Caracteristici Cheie
- Crearea Personajului: Jucătorii își pot personaliza personajul, alegând nu doar aspectul fizic, ci și fundalul și originea acestuia. Aceste alegeri determină povestea de început a jocului și influențează relațiile cu alte personaje.
- Sistem de Luptă: Combinație între lupta în timp real și cea tactică, permițând jucătorilor să întrerupă acțiunea pentru a da ordine membrilor echipei.
- Decizii și Consecințe: Deciziile luate de jucători au un impact semnificativ asupra povestii, influențând relațiile cu companionii și desfășurarea evenimentelor.

## Personaje
Pe parcursul jocului, jucătorii întâlnesc și pot recruta o varietate de personaje, fiecare cu propriile povești și abilități unice:
- Alistair: Un fost Grey Warden și potențial rege al Ferelden.
- Morrigan: O vrăjitoare enigmatică din pustietățile Korcari.
- Leliana: O fostă bardă și spioană, devenită călugăriță.
- Oghren: Un războinic dwarf exilat.
- Wynne: O magă a Cercului Magilor.
- Sten: Un războinic din rasa Qunari.
- Zevran: Un asasin elf din grupul Antivan Crows.
- Dog: Un câine mabari loial.

## Expansiuni și DLC-uri
Dragon Age: Origins a primit mai multe expansiuni și pachete de conținut descărcabil (DLC):
- Dragon Age: Origins – Awakening: Pe data de 16 martie 2010, primul expansion pack al jocului Dragon Age, numit Awakening, a fost lansat pentru PC și console. Jucătorii se aventurează într-un nou ținut, numit Amaranthine. Cerințele de sistem pentru versiunea PC sunt aceleași ca pentru Dragon Age: Origins.[7]
- The Stone Prisoner: Introduce un nou companion, Shale, un golem.
- Warden's Keep: Adaugă o fortăreață abandonată plină de secrete și echipamente noi.
- Return to Ostagar: Permite jucătorilor să se întoarcă la locul primei bătălii pentru a descoperi noi detalii despre evenimentele de acolo.
- Darkspawn Chronicles: Oferă o perspectivă alternativă asupra evenimentelor, în care jucătorul controlează Darkspawn.
- Leliana's Song: Explorează trecutul lui Leliana înainte de evenimentele din Origins.
- The Golems of Amgarrak: Oferă o nouă aventură cu provocări și inamici puternici.
- Witch Hunt: Urmărește povestea lui Morrigan după evenimentele jocului principal.

## Recepție
Dragon Age: Origins a fost bine primit de critici și jucători deopotrivă, fiind lăudat pentru povestea sa profundă, complexitatea personajelor și gameplay-ul captivant. Jocul a câștigat numeroase premii, inclusiv RPG-ul Anului de la mai multe publicații.

## Impact și Moștenire
Succesul Dragon Age: Origins a dus la dezvoltarea unei francize extinse, incluzând continuări directe (Dragon Age II și Dragon Age: Inquisition), precum și romane, benzi desenate și un film de animație. Seria a devenit un punct de referință în genul RPG-urilor, influențând numeroase titluri ulterioare.